# Stephen Keene
Stephen Keene est un facteur de virginals et épinettes anglais du XVIIe siècle.
Il est né vers 1640 à Sydenham (Oxfordshire) et a fait son apprentissage pendant sept ans auprès de Gabriel Townsend à partir de 1655. En novembre 1662  il a été reçu comme membre de la Joiners' Company (société des menuisiers) de Londres puis, en 1704/1705 admis comme maître par la même société. 
Un des plus productifs parmi les facteurs d'épinettes, il a eu lui-même comme apprentis plusieurs facteurs connus : Eward Blunt, Charles Brackley, Thomas Barton ... 
Il est mort vers 1719.
Il reste de sa production, propre ou en collaboration avec l'un de ses apprentis,  une trentaine d'épinettes conservées aujourd'hui dans des collections publiques ou privées, ainsi qu'un des quelque seulement vingt virginals anglais répertoriés : daté de 1668, il est exposé au St. Cecilia's Hall de l'Université d'Édimbourg Image ici